# Euschistus eggelstoni
Euschistus eggelstoni är en insektsart som beskrevs av Rolston 1974. Euschistus eggelstoni ingår i släktet Euschistus och familjen bärfisar. Inga underarter finns listade i Catalogue of Life.